# 奧馬林根

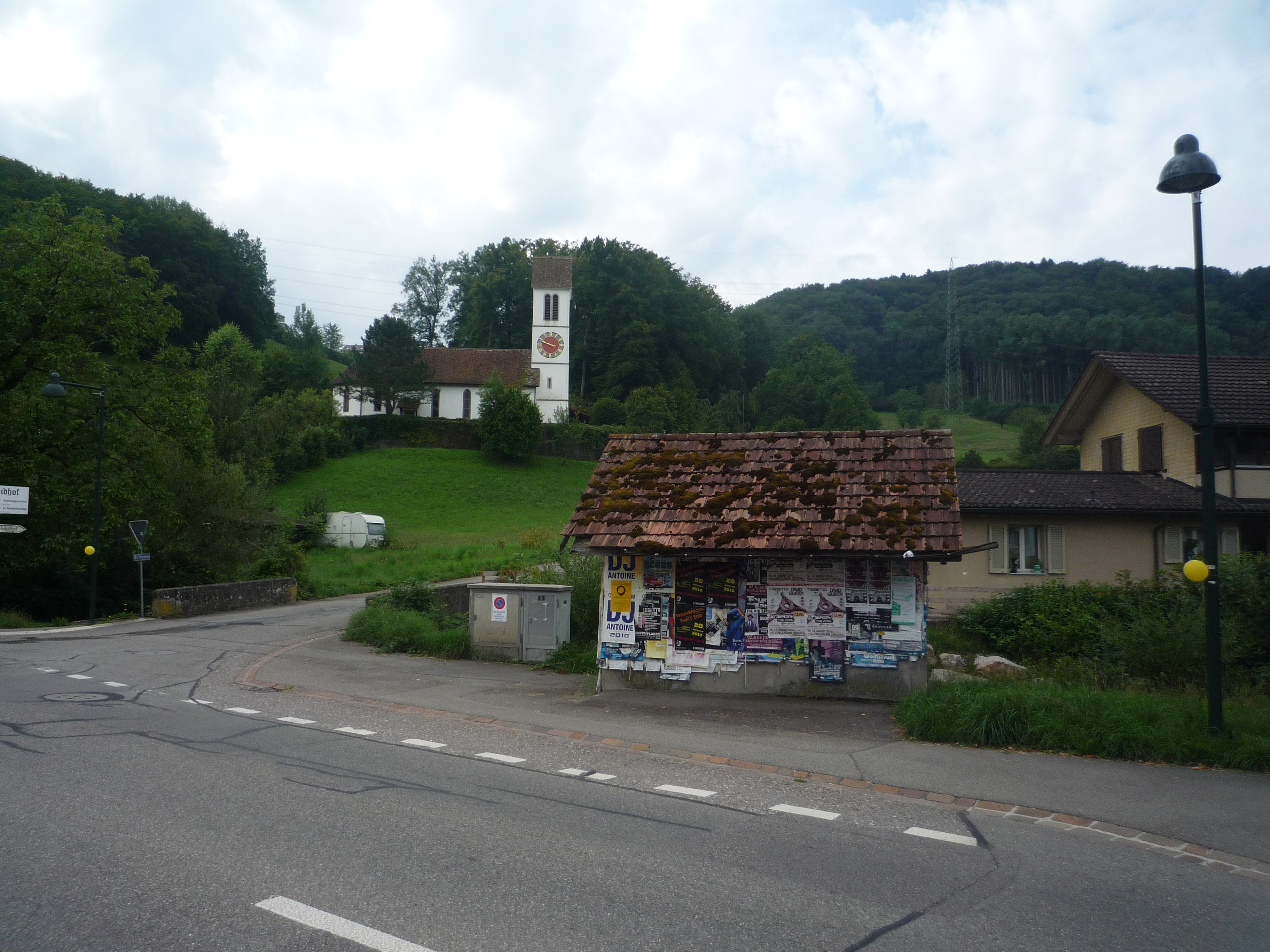

奧馬林根是瑞士的城鎮，位於該國北部，由巴塞爾鄉村州負責管轄，面積6.94平方公里，海拔高度423米，2012年人口1,992，六成半人口信奉基督教，人口密度每平方公里287人。

## 外部連結
- Official website （页面存档备份，存于） （德文）